# Данбар, Пол Лоренс
Пол Лоренс Данбар (англ. Paul Laurence Dunbar; 27 июня 1872[…], Дейтон, Огайо — 9 февраля 1906[…], Дейтон, Огайо) — американский афроамериканский писатель и поэт. Считается одним из первых афроамериканских писателей, получивших широкую известность и признание.
Родился в семье бывших рабов. Своё первое стихотворение написал в возрасте 6 лет, в 9-летнем возрасте дал первый концерт. В 12-летнем возрасте потерял отца. Среднее образование получил в Центральной высшей школе Дейтона, где был единственным учеником-афроамериканцем. Свои первые произведения опубликовал в 16-летнем возрасте. Окончив школу в 1891 году, поступил на работу лифтёром и зарабатывал 4 доллара в неделю и содержа на них себя и свою мать; на другую работу устроиться не мог в том числе из-за расовой дискриминации. Адвокат Чарльз А. Тэтчер и психиатр Генри А. Тоби оказывали ему финансовую помощь, однако Данбар отказался от помощи Тэтчера касательно поступления в колледж. К концу 1890-х годов перешёл в своём творчестве в основном на прозу. В 1897 году совершил литературное турне по Великобритании. После возвращения на родину в октябре 1897 года получил место библиотекаря в Библиотеке Конгресса в Вашингтоне, 6 марта 1898 года женился на учительнице из Нового Орлеана Элис Рут Мур. В 1900 году ему был поставлен диагноз туберкулёз, в 1902 году от него ушла жена. По совету врачей он переехал в Нью-Йорк, где начал злоупотреблять алкоголем. В 1904 году вернулся к матери в Дейтон. Скончался спустя менее чем два года.
В общей сложности написал четыре романа, около десятка книг стихов и четырёх десятков рассказов, пьесу и другие произведения, в том числе либретто для первого в истории афроамериканского мюзикла. Его первой книгой стихов, вышедшей в 1893 году, стал сборник «Дуб и плющ». Наиболее известные произведения: роман «Забава богов» (1902), поэтические сборники «Старшие и младшие» (1895) и «Лирика скромной жизни» (1896), написанные на южном афроамериканском диалекте английского языка. Во многих своих произведениях так или иначе поднимал тему дискриминации афроамериканцев в США.